# آنی اسپیرس
آنی اسپیرس (انگلیسی: Annie Speirs؛ ۱۴ ژوئیه ۱۸۸۹ – ۲۶ اکتبر ۱۹۲۶) شناگر اهل بریتانیا بود.
وی در مسابقات کشوری و بین‌المللی در مجموع برندهٔ ۱ مدال طلا شده‌است.